# Assaphalla peralata
Assaphalla peralata – gatunek kosarza z podrzędu Laniatores i rodziny Assamiidae. Jedyny znany przedstawiciel monotypowego rodzaju Assaphalla.

## Występowanie
Gatunek występuje w Nepalu.